# Чемпіонат Європи з футболу 2012 (кваліфікаційний раунд, група F)
Матчі Групи F кваліфікаційного раунду Євро-2012 тривали з 2 вересня 2010 по 11 жовтня 2011. Збірна Греції, зайнявши перше місце, кваліфікувалася на Євро-2012, а збірна Хорватії з другого місця потрапила у раунд плей-оф.
| М  | Команда  | І  | В | Н | П | МЗ | МП | РМ  | О  |
| -- | -------- | -- | - | - | - | -- | -- | --- | -- |
| 1. | Греція   | 10 | 7 | 3 | 0 | 14 | 5  | +9  | 24 |
| 2. | Хорватія | 10 | 7 | 1 | 2 | 18 | 7  | +11 | 22 |
| 3. | Ізраїль  | 10 | 5 | 1 | 4 | 13 | 11 | +2  | 16 |
| 4. | Латвія   | 10 | 3 | 2 | 5 | 9  | 12 | −3  | 11 |
| 5. | Грузія   | 10 | 2 | 4 | 4 | 7  | 9  | −2  | 10 |
| 6. | Мальта   | 10 | 0 | 1 | 9 | 4  | 21 | −17 | 1  |

### Результати
| 02.09.2010 |

| Ізраїль                    | 3:1      | Мальта   |
| -------------------------- | -------- | -------- |
| Бенаюн 7', 64' (пен.), 75' | Протокол | Пейс 38' |

| Рамат-Ган, Рамат-Ган Глядачів: 17 365 Арбітр: Саїд Еннжимі (Франція) |

| 03.09.2010 |

| Латвія | 0:3      | Хорватія                     |
| ------ | -------- | ---------------------------- |
|        | Протокол | Петрич 43' Оліч 51' Срна 82' |

| Сконто, Рига Глядачів: 7 400 Арбітр: Бйорн Кейперс (Нідерланди) |

| 03.09.2010 |

| Греція         | 1:1      | Грузія     |
| -------------- | -------- | ---------- |
| Спіропулос 72' | Протокол | Іашвілі 3' |

| Георгіос Караїскакіс, Пірей Глядачів: 15 721 Арбітр: Карлос Клос Гомес (Іспанія) |

| 07.09.2010 |

| Грузія | 0:0      | Ізраїль |
| ------ | -------- | ------- |
|        | Протокол |         |

| Стадіон Бориса Пайчадзе, Тбілісі Глядачів: 45 000 Арбітр: Саша Кевер (Швейцарія) |

| 07.09.2010 |

| Мальта | 0:2      | Латвія                     |
| ------ | -------- | -------------------------- |
|        | Протокол | Горкс 43' Верпаковскіс 85' |

| Національний стадіон, Та'Калі Глядачів: 6 000 Арбітр: Тоні Асумяя (Фінляндія) |

| 07.09.2010 |

| Хорватія | 0:0      | Греція |
| -------- | -------- | ------ |
|          | Протокол |        |

| Максимір, Загреб Глядачів: 35 000 Арбітр: Клаус Бо Ларсен (Данія) |

| 08.10.2010 |

| Грузія        | 1:0      | Мальта |
| ------------- | -------- | ------ |
| Сірадзе 90+1' | Протокол |        |

| Стадіон Бориса Пайчадзе, Тбілісі Глядачів: 50 000 Арбітр: Алан Блек (Північна Ірландія) |

| 08.10.2010 |

| Греція        | 1:0      | Латвія |
| ------------- | -------- | ------ |
| Торосідіс 58' | Протокол |        |

| Георгіос Караїскакіс, Пірей Глядачів: 13 520 Арбітр: Антоніо Дамато (Італія) |

| 09.10.2010 |

| Ізраїль    | 1:2      | Хорватія                |
| ---------- | -------- | ----------------------- |
| Шехтер 81' | Протокол | Кранчар 36' (пен.), 41' |

| Рамат-Ган, Рамат-Ган Глядачів: 30 000 Арбітр: Вольфґанґ Штарк (Німеччина) |

| 12.10.2010 |

| Латвія      | 1:1      | Грузія      |
| ----------- | -------- | ----------- |
| Цауня 90+1' | Протокол | Сірадзе 74' |

| Сконто, Рига Глядачів: 4 330 Арбітр: Жорже Соуза (Португалія) |

| 12.10.2010 |

| Греція                               | 2:1      | Ізраїль             |
| ------------------------------------ | -------- | ------------------- |
| Салпінгідіс 22' Караґуніс 63' (пен.) | Протокол | Спіропулос 59' (аг) |

| Георгіос Караїскакіс, Пірей Глядачів: 16 935 Арбітр: Мартін Ганссон (Швеція) |

| 17.11.2010 |

| Хорватія | 3:0 | Мальта |
| -------- | --- | ------ |
|          |     |        |

| , Арбітр: () |

| 26.03.2011 |

| Ізраїль | 2:1 | Латвія |
| ------- | --- | ------ |
|         |     |        |

| , Арбітр: () |

| 26.03.2011 |

| Грузія | 1:0 | Хорватія |
| ------ | --- | -------- |
|        |     |          |

| , Арбітр: () |

| 26.03.2011 |

| Мальта | 0:1 | Греція |
| ------ | --- | ------ |
|        |     |        |

| , Арбітр: () |

| 29.03.2011 |

| Ізраїль | 1:0 | Грузія |
| ------- | --- | ------ |
|         |     |        |

| , Арбітр: () |

| 03.06.2011 |

| Хорватія | 2:1 | Грузія |
| -------- | --- | ------ |
|          |     |        |

| , Арбітр: () |

| 04.06.2011 |

| Греція | 3:1 | Мальта |
| ------ | --- | ------ |
|        |     |        |

| , Арбітр: () |

| 04.06.2011 |

| Латвія | 1:2 | Ізраїль |
| ------ | --- | ------- |
|        |     |         |

| , Арбітр: () |

| 02.09.2011 |

| Ізраїль | 0:1 | Греція |
| ------- | --- | ------ |
|         |     |        |

| , Арбітр: () |

| 02.09.2011 |

| Грузія | 0:1 | Латвія |
| ------ | --- | ------ |
|        |     |        |

| , Арбітр: () |

| 02.09.2011 |

| Мальта | 1:3 | Хорватія |
| ------ | --- | -------- |
|        |     |          |

| , Арбітр: () |

| 06.09.2011 |

| Хорватія | 3:1 | Ізраїль |
| -------- | --- | ------- |
|          |     |         |

| , Арбітр: () |

| 06.09.2011 |

| Латвія | 1:1 | Греція |
| ------ | --- | ------ |
|        |     |        |

| , Арбітр: () |

| 06.09.2011 |

| Мальта | 1:1 | Грузія |
| ------ | --- | ------ |
|        |     |        |

| , Арбітр: () |

| 07.10.2011 |

| Греція | 2:0 | Хорватія |
| ------ | --- | -------- |
|        |     |          |

| , Арбітр: () |

| 07.10.2011 |

| Латвія | 2:0 | Мальта |
| ------ | --- | ------ |
|        |     |        |

| , Арбітр: () |

| 11.10.2011 |

| Хорватія | 2:0 | Латвія |
| -------- | --- | ------ |
|          |     |        |

| , Арбітр: () |

| 11.10.2011 |

| Грузія | 1:2 | Греція |
| ------ | --- | ------ |
|        |     |        |

| , Арбітр: () |

| 11.10.2011 |

| Мальта | 0:2 | Ізраїль |
| ------ | --- | ------- |
|        |     |         |

| , Арбітр: () |

## Бомбардири
4 голи
| - Ніко Кранчар | - Йоссі Бенаюн | - Александрс Цауня |

3 голи
| - Едуардо да Сілва | - Майкл Мілфсуд |  |

2 голи
| - Никола Калинич - Маріо Манджукич - Джаба Канкава | - Давид Сірадзе - Іоанніс Фетфатцидіс - Кіріякос Пападопулос | - Васіліс Торосідіс - Каспарс Горкс |

1 гол
| - Мілан Бадель - Деян Ловрен - Лука Модрич - Івіца Оліч - Младен Петрич - Дарійо Срна - Огнєн Вукоєвич - Александер Іашвілі - Леван Кобіашвілі - Давид Таргамадзе | - Ангелос Харістеас - Георгіос Фотакіс - Теофаніс Гекас - Георгіос Карагуніс - Сотіріс Нініс - Дімітріс Салпінгідіс - Георгіос Самарас - Нікос Спіропулос - Ельянів Барда - Таль Бен Хаїм I | - Таль Бен Хаїм II - Томер Хемед - Рамі Гершон - Ітай Шехтер - Бірам Каял - Ліор Рефаелов - Артем Руднєв - Маріс Верпаковскіс - Алеєксєйс Вішняковс - Джемі Пейс |

1 автогол
- Нікос Спіропулос (проти Ізраїлю)

## Глядачі
| Команда  | Найбільше | Найменше | Всього  | Середня кількість |
| -------- | --------- | -------- | ------- | ----------------- |
| Греція   | 27,200    | 13,520   | 87,195  | 17,439            |
| Грузія   | 54,500    | 7,824    | 160,746 | 32,149            |
| Ізраїль  | 33,421    | 10,801   | 88,403  | 17,681            |
| Латвія   | 7,600     | 4,315    | 27,807  | 5,561             |
| Мальта   | 10,605    | 2,614    | 30,624  | 6,125             |
| Хорватія | 28,000    | 8,370    | 83,457  | 16,691            |